# Mesnil-Bruntel

Mesnil-Bruntel este o comună în departamentul Somme, Franța. În 1 ianuarie 2022 avea o populație de 289 de locuitori.